# Bryan Marchment
Bryan Marchment, né le 1er mai 1969 à Scarborough, en Ontario, au Canada et mort le 6 juillet 2022 à Montréal, est un joueur professionnel canadien de hockey sur glace. Il évoluait au poste de défenseur. Il est le père du joueur Mason Marchment.

## Biographie
Le défenseur originaire de Scarborough, en Ontario, est repêché au premier tour du repêchage d'entrée de 1987 dans la Ligue nationale de hockey par les Jets de Winnipeg, en 16e position, après avoir terminé sa deuxième saison avec les Bulls de Belleville dans la Ligue de hockey de l'Ontario. 
Il joue deux autres saisons avec les Bulls avant de débuter comme professionnel avec les Jets vers la fin de la saison 1988-1989. Lors des deux saisons suivantes, il a évolué majoritairement avec les Hawks de Moncton, équipe affiliée aux Jets dans la Ligue américaine de hockey, mais parvient tout de même à jouer une trentaine de parties avec les Jets en 1990-1991.
Il passe aux Blackhawks de Chicago à l'été 1991. Après avoir joué pour les Whalers de Hartford, les Oilers d'Edmonton puis le Lightning de Tampa Bay, il rejoint les Sharks de San José durant la saison 1997-1998. C'est avec cette équipe qu'il a joué le plus de parties durant sa carrière dans la LNH. Il fait ses courts passages avec l'Avalanche du Colorado, les Maple Leafs de Toronto puis les Flames de Calgary avant de se retirer. Il devient recruteur pour les Sharks en 2007, poste qu'il occupe toujours.
Marchment a eu une réputation de « dirty player », un joueur au jeu sale, de par son jeu physique, ses 2 307 minutes de pénalité reçus au cours de sa carrière en saison régulière et du fait qu'il a été suspendu 13 fois en raison de ses coups. Parmi les joueurs victimes des coups de Marchment, il y a notamment eu Pavel Boure, Paul Kariya, Wendel Clark, Kevin Dineen, Mike Modano, Joe Nieuwendyk ou encore Mike Gartner.
Le 6 juillet 2022, il meurt à Montréal.

## Statistiques
| Saison     | Équipe                 | Ligue      |     | Saison régulière | Saison régulière | Saison régulière | Saison régulière | Saison régulière |   | Séries éliminatoires | Séries éliminatoires | Séries éliminatoires | Séries éliminatoires | Séries éliminatoires |
| Saison     | Équipe                 | Ligue      | PJ  | B                | A                | Pts              | Pun              | PJ               | B | A                    | Pts                  | Pun                  |                      |                      |
| 1985-1986  | Bulls de Belleville    | LHO        | 57  | 5                | 15               | 20               | 225              | 21               | 0 | 7                    | 7                    | 83                   |                      |                      |
| 1986-1987  | Bulls de Belleville    | LHO        | 52  | 6                | 38               | 44               | 238              | 6                | 0 | 4                    | 4                    | 17                   |                      |                      |
| 1987-1988  | Bulls de Belleville    | LHO        | 56  | 7                | 51               | 58               | 200              | 6                | 1 | 3                    | 4                    | 19                   |                      |                      |
| 1988-1989  | Bulls de Belleville    | LHO        | 43  | 14               | 36               | 50               | 198              | 5                | 0 | 1                    | 1                    | 12                   |                      |                      |
| 1988-1989  | Jets de Winnipeg       | LNH        | 2   | 0                | 0                | 0                | 2                | -                | - | -                    | -                    | -                    |                      |                      |
| 1989-1990  | Hawks de Moncton       | LAH        | 56  | 4                | 19               | 23               | 217              | -                | - | -                    | -                    | -                    |                      |                      |
| 1989-1990  | Jets de Winnipeg       | LNH        | 7   | 0                | 2                | 2                | 28               | -                | - | -                    | -                    | -                    |                      |                      |
| 1990-1991  | Hawks de Moncton       | LAH        | 33  | 2                | 11               | 13               | 101              | -                | - | -                    | -                    | -                    |                      |                      |
| 1990-1991  | Jets de Winnipeg       | LNH        | 28  | 2                | 2                | 4                | 91               | -                | - | -                    | -                    | -                    |                      |                      |
| 1991-1992  | Blackhawks de Chicago  | LNH        | 58  | 5                | 10               | 15               | 168              | 16               | 1 | 0                    | 1                    | 36                   |                      |                      |
| 1992-1993  | Blackhawks de Chicago  | LNH        | 78  | 5                | 15               | 20               | 313              | 4                | 0 | 0                    | 0                    | 12                   |                      |                      |
| 1993-1994  | Blackhawks de Chicago  | LNH        | 13  | 1                | 4                | 5                | 42               | -                | - | -                    | -                    | -                    |                      |                      |
| 1993-1994  | Whalers de Hartford    | LNH        | 42  | 3                | 7                | 10               | 124              | -                | - | -                    | -                    | -                    |                      |                      |
| 1994-1995  | Oilers d'Edmonton      | LNH        | 40  | 1                | 5                | 6                | 184              | -                | - | -                    | -                    | -                    |                      |                      |
| 1995-1996  | Oilers d'Edmonton      | LNH        | 78  | 3                | 15               | 18               | 202              | -                | - | -                    | -                    | -                    |                      |                      |
| 1996-1997  | Oilers d'Edmonton      | LNH        | 71  | 3                | 13               | 16               | 132              | 3                | 0 | 0                    | 0                    | 4                    |                      |                      |
| 1997-1998  | Oilers d'Edmonton      | LNH        | 27  | 0                | 4                | 4                | 58               | -                | - | -                    | -                    | -                    |                      |                      |
| 1997-1998  | Lightning de Tampa Bay | LNH        | 22  | 2                | 4                | 6                | 43               | -                | - | -                    | -                    | -                    |                      |                      |
| 1997-1998  | Sharks de San José     | LNH        | 12  | 0                | 3                | 3                | 43               | 6                | 0 | 0                    | 0                    | 10                   |                      |                      |
| 1998-1999  | Sharks de San José     | LNH        | 59  | 2                | 6                | 8                | 101              | 6                | 0 | 0                    | 0                    | 4                    |                      |                      |
| 1999-2000  | Sharks de San José     | LNH        | 49  | 0                | 4                | 4                | 72               | 11               | 2 | 1                    | 3                    | 12                   |                      |                      |
| 2000-2001  | Sharks de San José     | LNH        | 75  | 7                | 11               | 18               | 204              | 5                | 0 | 1                    | 1                    | 2                    |                      |                      |
| 2001-2002  | Sharks de San José     | LNH        | 72  | 2                | 20               | 22               | 178              | 12               | 1 | 1                    | 2                    | 10                   |                      |                      |
| 2002-2003  | Sharks de San José     | LNH        | 67  | 2                | 9                | 11               | 108              | -                | - | -                    | -                    | -                    |                      |                      |
| 2002-2003  | Avalanche du Colorado  | LNH        | 14  | 0                | 3                | 3                | 33               | 7                | 0 | 0                    | 0                    | 4                    |                      |                      |
| 2003-2004  | Maple Leafs de Toronto | LNH        | 75  | 1                | 3                | 4                | 106              | 13               | 0 | 0                    | 0                    | 8                    |                      |                      |
| 2005-2006  | Flames de Calgary      | LNH        | 37  | 1                | 2                | 3                | 75               | -                | - | -                    | -                    | -                    |                      |                      |
| Totaux LNH | Totaux LNH             | Totaux LNH | 926 | 40               | 142              | 182              | 2 307            | 83               | 4 | 3                    | 7                    | 102                  |                      |                      |

## Trophées et honneurs personnels
- 1988-1989 : nommé dans la deuxième équipe d'étoiles de la LHO.